# Ole-Christian Permin
Ole-Christian Permin (28. juli 1913 på Frederiksberg – 8. maj 1995) var en dansk officer.
Han var søn af oberst O.H. Permin, blev student fra Metropolitanskolen 1931, var polyteknisk studerende, men trådte ind i Hæren 1933. Permin blev premierløjtnant i infanteriet 1936, gennemgik generalstabskursus 1941-43, blev kaptajnløjtnant 1942, var tjenstgørende i Krigsministeriet 1943-49, blev kaptajn 1945 og var kompagnichef ved Danske Livregiment 1949-51.
Permin blev efter P.V.T. Ahnfeldt-Mollerups tilfangetagelse chef for Akademisk Skytteforenings terrainsportsafdeling 1944-47, som allerede fra 16. april 1940 og fremefter var involveret i at opbygge en illegal modstandshær. Fra 1944 var Permin leder af Christiansborg-bataljonen, som ved befrielsen 1945 besatte Christiansborg med ca. 425 mænd og beskyttede de folkevalgte.
Permin var stabschef ved Hjemmeværnet 1951-57, blev oberstløjtnant 1952, var til rådighed for Hjemmeværnet 1957-61, blev oberst 1959, regionsleder, oberst i Hjemmeværnet og chef for Hjemmeværnsregion VI 1961-65 og blev generalmajor i Hæren samt chef for Hjemmeværnet og hærhjemmeværnsinspektør fra 1965, hvilket han var til 1977.
Han var formand for de københavnske O-gruppers hjemmeværnsforening og medlem af hjemmeværnsforeningernes københavnsledelse 1946-48 samt lærer i taktik ved Forsvarsakademiet 1952-57. Medlem af bestyrelsen for Akademisk Skytteforening 1944-47, sekretær i Det Krigsvidenskabelige Selskab 1945-50, medlem af hovedbestyrelsen for Fællesorganisationen af officerer i hæren 1952-56 og 1957-60 og præsident for De danske Brevdueforeninger fra 1968.
Han var Kommandør af 1. grad af Dannebrog, bar Kong Frederik IX' Mindemedalje, Hjemmeværnets Fortjensttegn, Hæderstegnet for god tjeneste ved Hæren og udenlandske ordener.
Permin blev gift 23. april 1937 med Vibeke Lembcke (født 1. april 1913 i Hamborg), datter af Gustav Lembcke (død 1968) og hustru Marie-Louise født Gram-Hanssen (død 1938). 
Han er begravet på Holmens Kirkegård.